# 飾帶

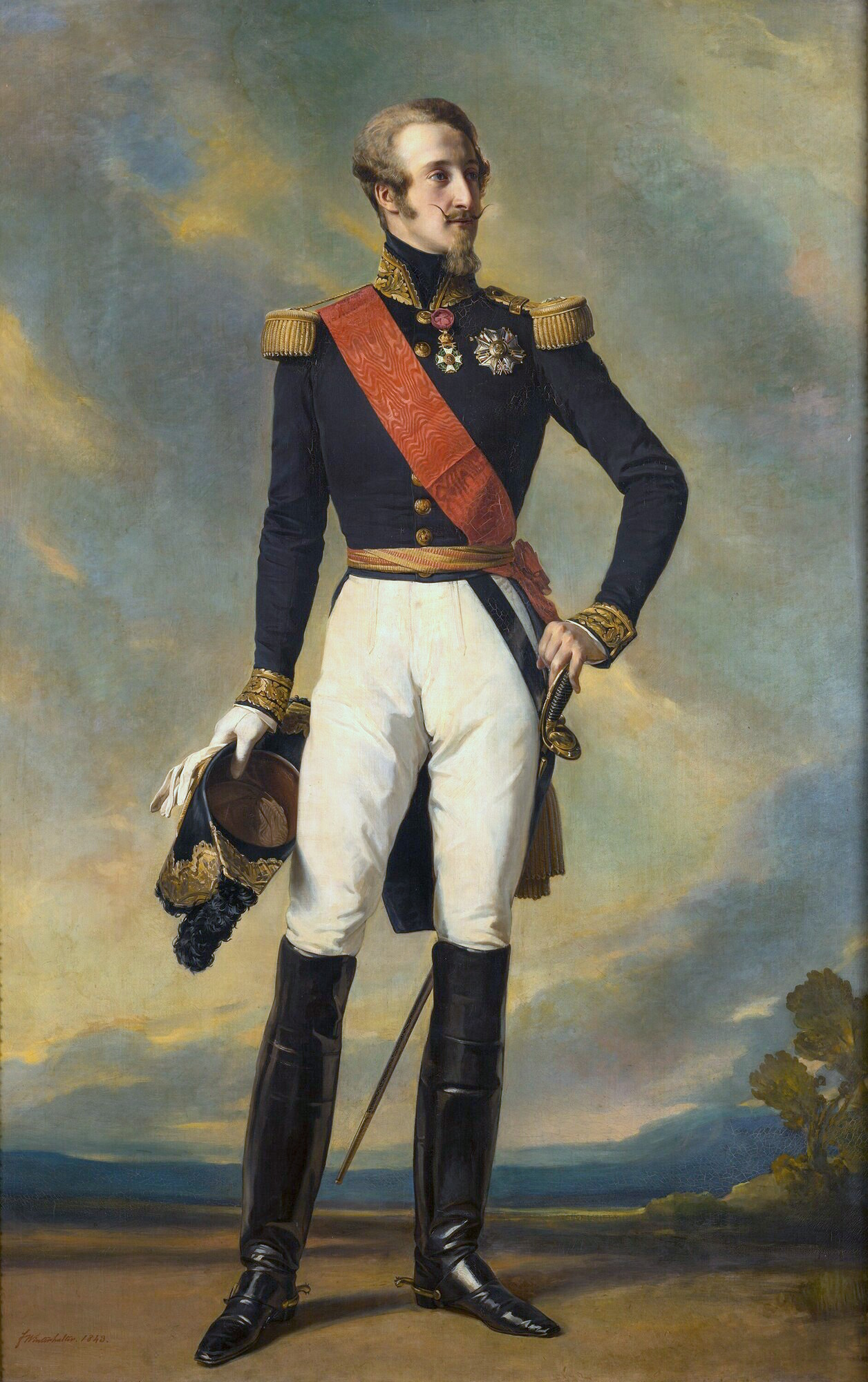
佩帶紅色飾帶的路易·夏爾·腓力·拉斐爾 (內穆爾公爵)

飾帶（英語：sash）是一種帶狀的裝飾物，一般多穿著在肩膀至臀部的區域，或者綁在腰部。系在腰上的飾帶可以用於日常服飾，但自肩膀至臀部的飾帶則只用在正式場合。在法國和義大利，公務員需要在一些正式場合使用飾帶。此外，飾帶還廣泛用在軍服當中。現在飾帶主要在儀式等正式場合使用，如總統飾帶。